# Homopolarmotor

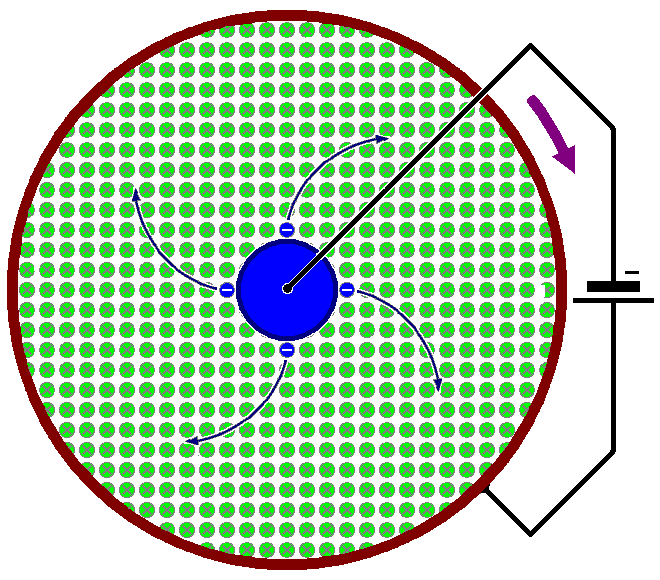
Funktionsprinzip eines Unipolar- oder Homopolarmotors: aufgrund der Bewegung negativer Ladungen vom Zentrum zur Peripherie der Scheibe versetzt die dabei entstehende Lorentz-Kraft F_{L} die komplette Scheibe in Umdrehung.

Ein Homopolarmotor (auch Unipolarmotor) ist ein kommutatorloser Gleichstrommotor basierend auf der Unipolarinduktion. Der Motor dreht sich entlang einer festen Achse, welche parallel zum Magnetfeld eines Dauermagneten gerichtet ist.  Homopolar soll andeuten, dass der Strom nicht kommutiert wird. Solche Motoren bestehen notwendigerweise aus einer einzigen Stromschleife. Da diese Motoren nur kleine Drehmomente erzeugen können, ist deren technische Anwendung stark eingeschränkt.

## Funktionsweise

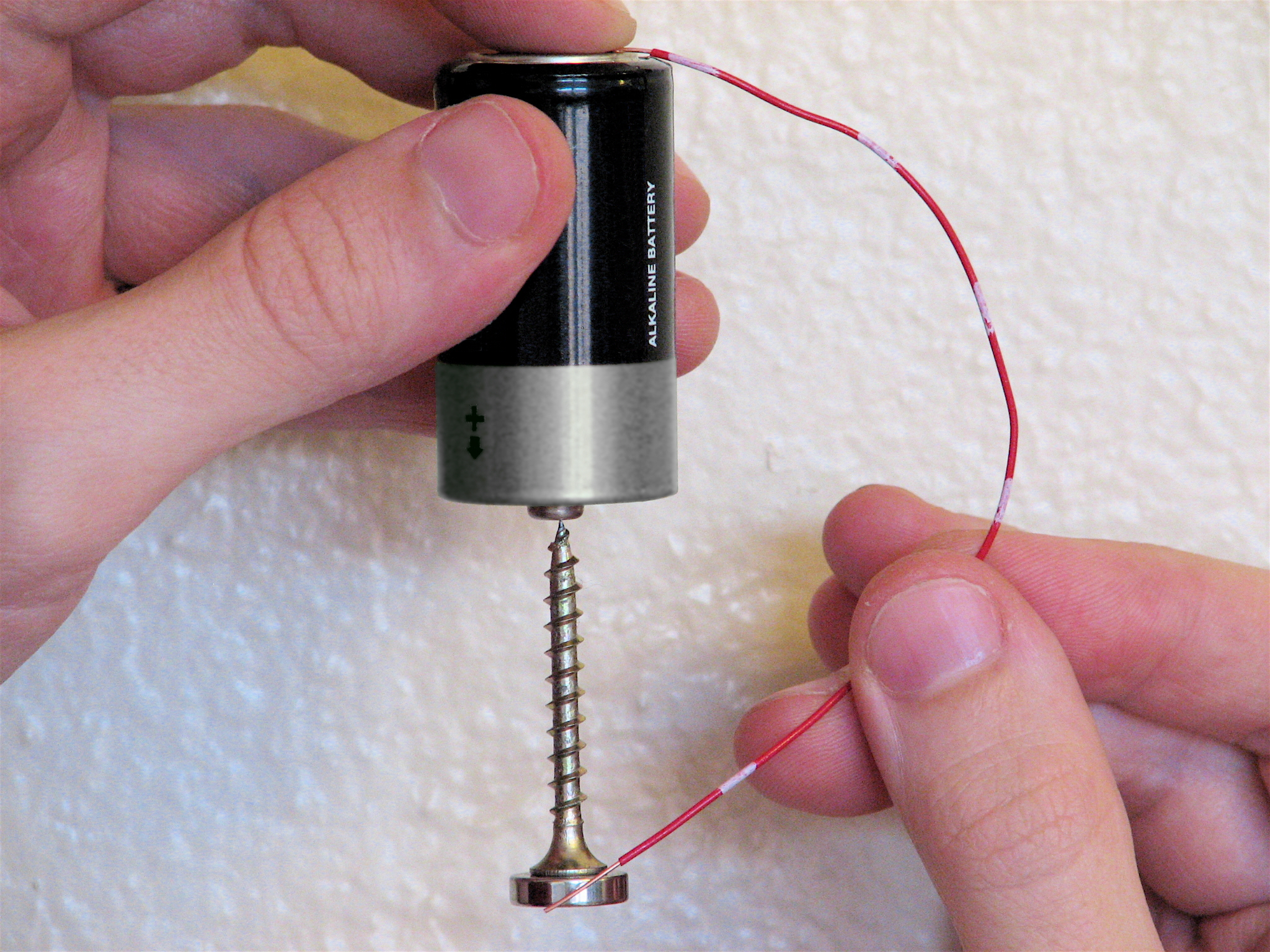
Selbstgebauter einfacher Homopolarmotor realisiert mit einer Holzschraube aus Eisen, einer Batterie, einem Draht, und einem Magneten. Die Schraube und der Magnet drehen sich.

Der Homopolarmotor wird durch die Lorentzkraft angetrieben. Diese entsteht, wenn die Ladungsträger auf dem Weg von oder zur Mitte der Drehachse durch das vom kleinen Magneten erzeugte Magnetfeld wandern und abgelenkt werden. Da die Feldlinien des Magnetfeldes und die Drehachse immer in die gleiche Richtung zeigen, dreht sich der Motor auch ohne Kommutierung. Der Vorteil der Einfachheit wird durch den Nachteil des kleinen Drehmoments zunichtegemacht. So wie viele andere elektrische Maschinen ist der Homopolarmotor reversibel: Er kann also auch ohne Gleichrichter und ohne Kommutator eine Gleichspannung erzeugen, wenn die Drehachse mechanisch gedreht wird, und wird dann als Unipolargenerator bezeichnet.

## Schematische Darstellungen

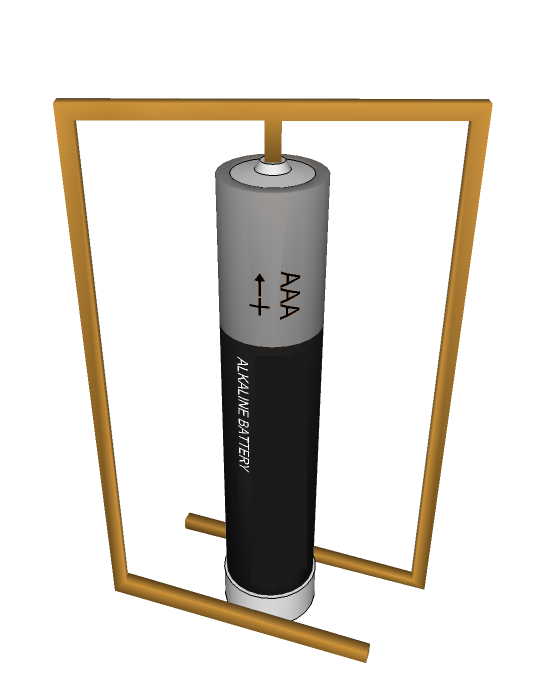
Homopolarmotor 3D
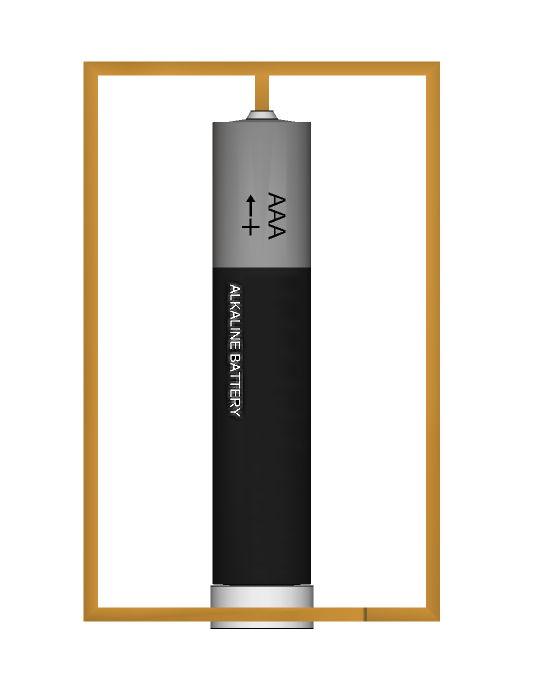
Homopolarmotor 2D
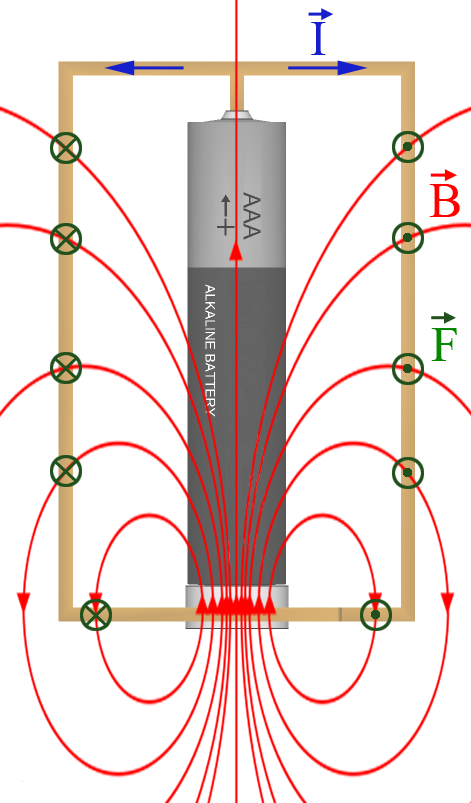
Magnetische Feldlinien und Lorentzkraft am Homopolarmotor

## Geschichte
Erste Aufbauten wurden von Michael Faraday 1821 in der Royal Institution von London vorgeführt. Eine weitere historische Bauform dieses Motortyps wird als Barlow-Rad bezeichnet.

## Bauanleitung
Der Homopolarmotor kann sehr leicht nachgebaut werden. Ein Permanentmagnet erzeugt das externe magnetische Feld und eine Batterie erzeugt den elektrischen Strom. Der Magnet muss sich nicht unbedingt mitbewegen oder mit der Drehachse in Kontakt sein. Sein einziger Zweck ist, das Magnetfeld zu erzeugen.